# Echo och Narkissos (Waterhouse)
Echo och Narkissos (engelska: Echo and Narcissus) är en oljemålning av den brittiske konstnären John William Waterhouse. Den målades 1903 och förvärvades samma år av Walker Art Gallery i Liverpool. 
Motivet i denna målning är hämtat från Ovidius Metamorfoser och myten om Echo och Narkissos. I den grekiska mytologin var Narkissos son till flodguden Kefissos och en najad. Han var så underbart vacker att vem som än såg honom greps av kärlek. Echo var en bergsnymf som förälskade sig i honom. Men på grund av en förbannelse hade Narkissos bara ögon för sig själv. I målningen ligger Narkissos vid sidan av en damm och beundrar sin egen spegelbild. Till vänster syns den förtvivlade Echo vars sorg gjorde att hon sakta tynade bort tills bara hennes röst – ekot – återstod. Även Narkissos är döende och vid hans huvud har det börjat växa blommor med gyllene och vita kronblad, den blomma som fått hans namn – pingstlilja (del av narcissläktet).
Waterhouse tillhörde andra generationens prerafaeliter och målade gärna motiv från grekisk-romersk mytologi och Arturlegenden. Den franske barockmålaren Nicolas Poussin målade samma motiv 1627.